# Relations entre l'Arabie saoudite et l'Union européenne
Les relations entre l'Arabie saoudite et l'Union européenne reposent principalement sur les relations entre l'Union européenne et le Conseil de coopération du Golfe.

## Représentation

### Représentation de l’Arabie saoudite auprès de l’Union européenne
Le Représentant permanent de l'Arabie saoudite auprès de l'Union est également accrédité auprès de la Belgique et du Luxembourg.

### Représentation de l’Union européenne auprès de l'Arabie saoudite
L'Ambassadeur de l'Union en Arabie saoudite est aussi accrédité au Bahreïn, au Koweït, à Oman et au Qatar.

## Sources

## Compléments